# Viana (Espírito Santo)
Viana é um município brasileiro do estado do Espírito Santo. Faz parte da Região Metropolitana da Grande Vitória. Localiza-se a uma latitude 20º23'25" sul e a uma longitude 40º29'46" oeste, estando a uma altitude de 34 metros. Sua população é de 80.735 habitantes, segundo estimativa do IBGE de 2021. Possui uma área de 312,279 km².

## História
Ao final do século XVI e início do século XVII, os portugueses saíram de Vila Velha e seguiram pelo Rio Jucu em canoas, em busca de ouro. Acredita-se que sua primeira passagem tenha sido por Araçatiba, instalando-se ali os primeiros colonizadores, seguindo depois pelo Rio Santo Agostinho até alcançar o local que hoje é a sede do município de Viana. Os indígenas que habitavam a região eram da tribo dos Puris.
Viana inaugurou o ciclo da imigração européia para o Espírito Santo oficialmente em fevereiro de 1813. Vieram imigrantes alemães e italianos. Para reduzir a escassez de mão-de-obra agrícola e ajudar a povoar as margens da primeira estrada que ligaria Vitória à Minas, foram chamados também os açorianos.
Os açorianos receberam terrenos, casas, ferramentas, carros de bois ou cavalgaduras. Eles se instalaram nas proximidades do Rio Jucu e seus afluentes - Formate e Santo Agostinho - e iniciaram o cultivo de trigo e arroz, melhorando também as culturas de milho e mandioca, já conhecidas pelos nativos.
Viana teve também um porto fluvial bastante movimentado, chamado Porto da Igreja, localizado ao Sul da cidade, às margens do Rio Santo Agostinho. Desembarcaram ali os materiais utilizados na construção da Igreja Matriz, os objetos religiosos e a imagem de Nossa Senhora da Conceição. O Porto da Igreja foi um grande empório comercial.
O capelão Frei Francisco Nascimento Teixeira foi encarregado de fundar ali um núcleo populacional, para tanto, recebeu algumas terras do governo. O novo núcleo recebeu o nome de Viana, em homenagem a Paulo Fernandes Viana, o pioneiro da região. Antes, a cidade era chamada de Jabaeté.
A contribuição cultural deixada pelos europeus pode ser sentida ainda hoje nos casarios antigos que resistem no tempo. Os jesuítas, índios e negros também ajudaram na construção da história do município, que foi criado oficialmente em 23 de julho de 1862, ao ser desmembrado de Vitória.

## Economia
Dos sete municípios que integram a Região Metropolitana da Grande Vitória, Viana é o terceiro maior em extensão territorial e possui localização privilegiada. Com 60% de área rural, a sua produção agropecuária especialmente a banana, o café e o gado, abastece parte do mercado consumidor da Grande Vitória, mas a economia do município tem como principais bases de sustentação a indústria, o comércio e os serviços.
O setor que concentra o maior número de empresas e empregos é o comércio e reparação de veículos automotores. Também estão instaladas na região sete das 150 maiores empresas do Estado. O setor industrial representa cerca de 42% do PIB do município.

## Geografia

### Subdivisões
No fim de 2006 foi sancionada na Câmara Municipal uma lei que criou os bairros de Viana, unificando os 61 loteamentos regulares e irregulares até então existentes. A lei delimitou 18 bairros para facilitar o controle administrativo dos serviços públicos e a orientação espacial das pessoas, e estipulou critérios para a criação de novos bairros. Como não existia lei com a delimitação de bairros e loteamentos, Viana não tinha dados do IBGE sobre cada bairro. Era vista como um aglomerado. Com a lei, o levantamento de dados mais específicos de cada bairro facilitará a definição de políticas públicas e de ações voltadas para cada local.
Conforme a lei, os Bairros são:
| Nº | Bairro                   | Loteamentos                                                                            |
| -- | ------------------------ | -------------------------------------------------------------------------------------- |
| 01 | Centro                   | Cabral – Santo Agostinho – Santa Terezinha – Nova Viana – Nova Viana I – Sede – Verona |
| 02 | Bom Pastor               | Vila Nova – Bom Pastor – Chácaras Pedra Negra - Pimentas                               |
| 03 | Ribeira                  | Ribeira – Buiaiaras - Pimentas                                                         |
| 04 | Universal                | Calabouço – Parque do Flamengo – Vila Nova – Universal - Ipanema                       |
| 05 | Canaã                    | Canaã – Calabouço                                                                      |
| 06 | Primavera                | Primavera – Guaritas – Treze de Maio – Vista Linda – Chácaras Beira Rio                |
| 07 | Marcílio de Noronha      | Marcílio de Noronha – Marcílio de Noronha II – Industrial - Guaritas                   |
| 08 | Vila Bethânia            | Guaritas – Seminário – Vila Bethânia                                                   |
| 09 | Nova Bethânia            | Contendas – Nova Vila Bethânia – Eldorado – Santa Terezinha (Lagoa Azul)               |
| 10 | Areinha                  | Soteco – Vale do Sol A, B, C, D – Areinha A, B, C, D                                   |
| 11 | Arlindo Ângelo Villaschi | Parte de Arlindo Ângelo Villaschi                                                      |
| 12 | Caxias do Sul            | Guaritas – Caxias do Sul – Soteco – parte de Arlindo Ângelo Villaschi                  |
| 13 | Campo Verde              | Simmer Setor Caic – Campo Verde – Parque Residencial Bethânia                          |
| 14 | Morada Bethânia          | Morada Vila Bethânia – Jardim Vila Bethânia                                            |
| 15 | Parque Industrial        | Guaritas – Garoupa – Calabouço – Buiaiaras - Ribeira                                   |
| 16 | Jucu                     | Antártica – Jucu – Village Belém – Nova Belém                                          |
| 17 | Araçatiba                | Araçatiba – Mamoeiro – Seringal                                                        |
| 18 | Boa Esperança            | Parte da Fazenda Boa Esperança – Alecrim Bonito e Pedra da Mulata                      |

## Faixa de CEP
Desde o ano de 2013 os logradouros (endereços) possuem CEP individualizado, o município, segundo o Correios encontra-se codificado por logradouros na seguinte faixa 29130-001 a 29139-999.

## Turismo
Estação Ferroviária de Viana
A Estação Ferroviária de Viana foi inaugurada em 1895 pela E. F. Sul do Espírito Santo. Mais tarde, foi incorporada à linha do Litoral da E. F. Leopoldina, ligada ao Rio de Janeiro e Niterói. Por algum tempo, na década de 1960, a estação foi chamada de Jabaeté, retomando seu nome original depois. A estação hoje serve como museu. De 2010 a 2017 esteve reativada como estação para a operação do turístico Trem das Montanhas Capixabas, mantido pela Serra Verde Express. 

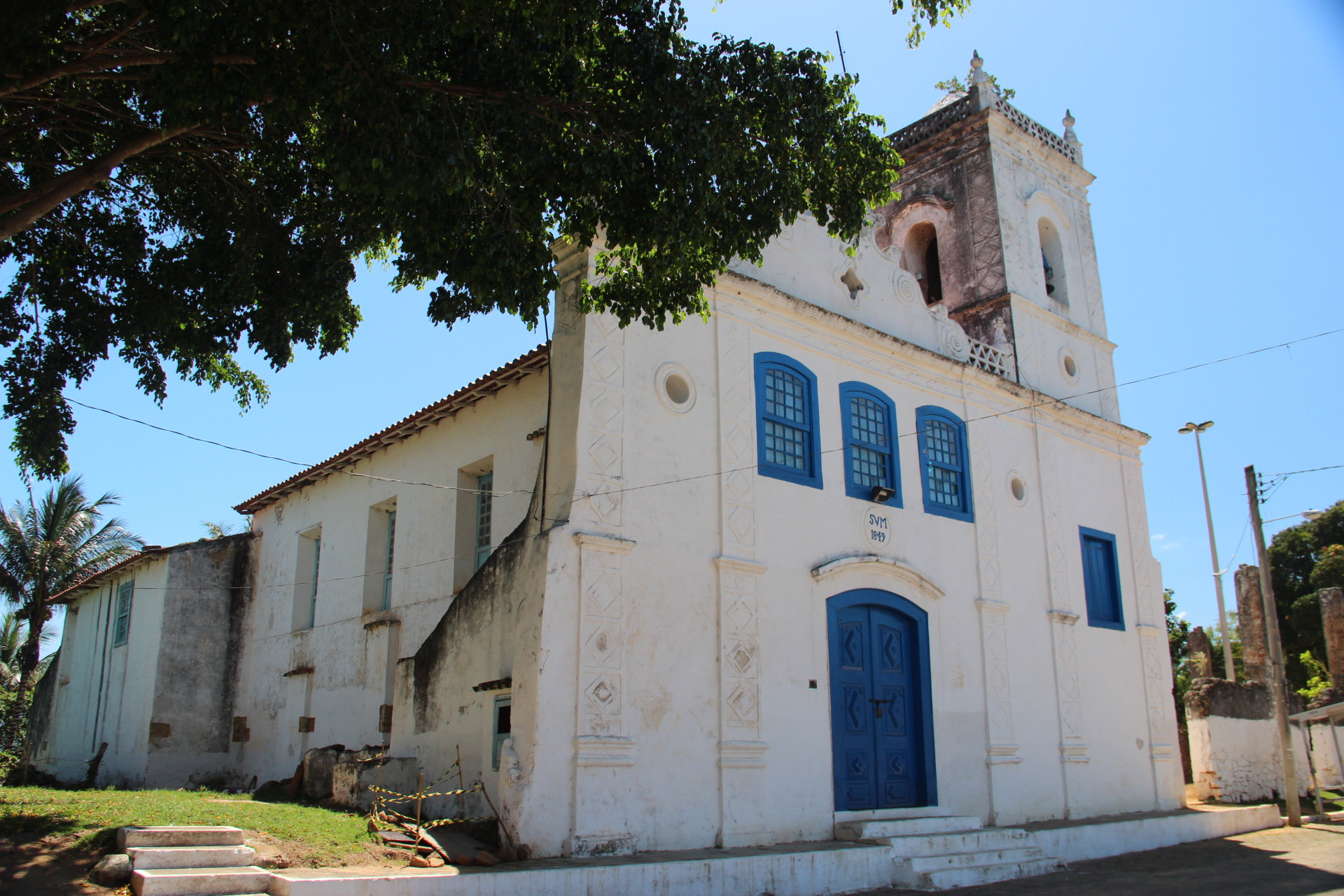
Igreja Nossa Senhora da Ajuda
Situada na localidade de Araçatiba, a Igreja Nossa Senhora da Ajuda foi construída pelos jesuítas no século XVIII, fazendo parte do conjunto de edifícios da antiga fazenda Araçatiba, constituída pela residência, engenhos, senzalas e oficinas. Desse conjunto, restam somente a Igreja e as ruínas da residência.
Tombada pelo IPHAN, a Igreja de Nossa Senhora da Ajuda hoje está sob a responsabilidade da Cúria Metropolitana de Vitória.
Localização: Distrito de Araçatiba, Viana.
Acesso: Distrito de Araçatiba, sentido Viana X Rio de Janeiro, localizada a 8 Km de Viana Sede.

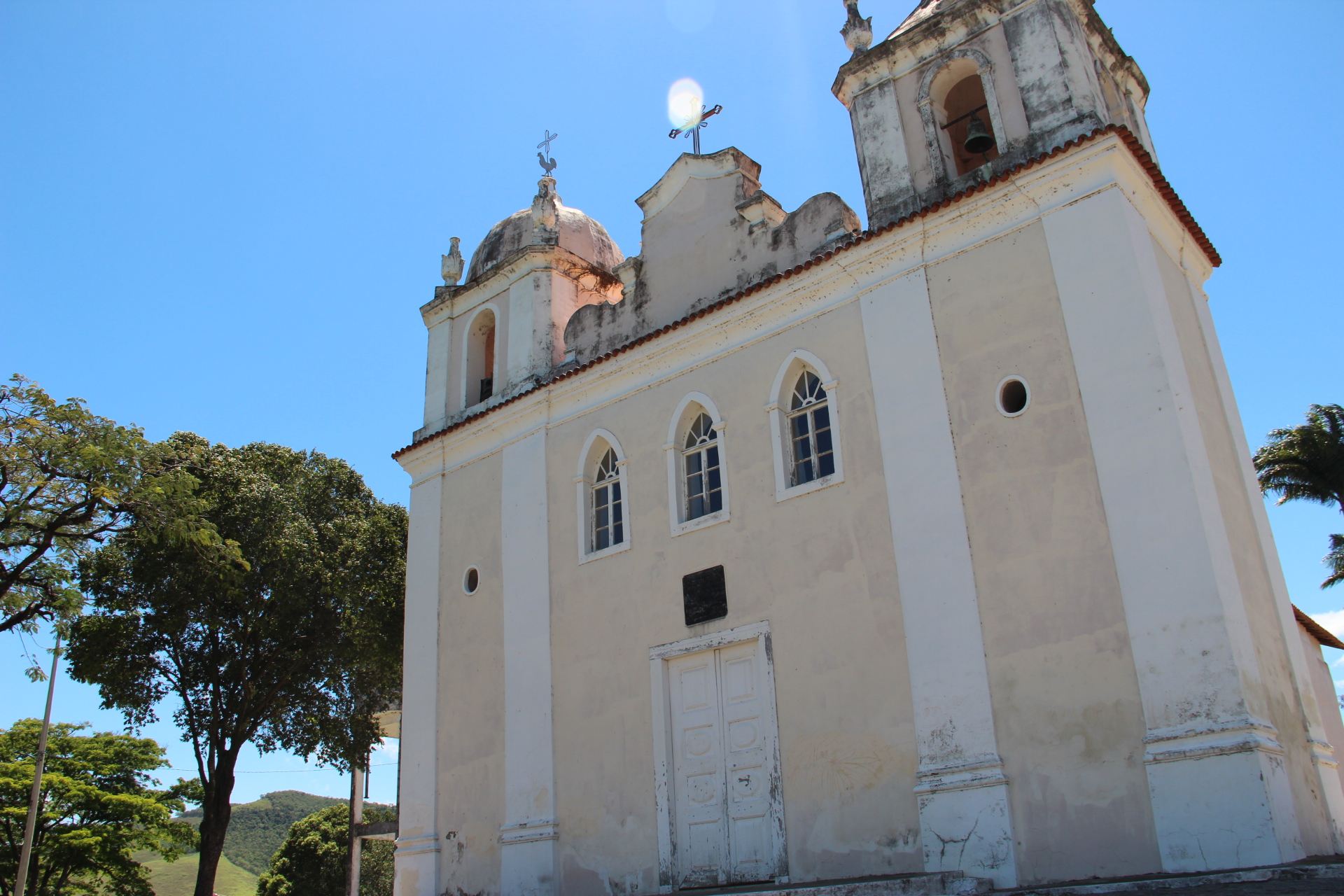
Igreja Nossa Senhora da Conceição
Um dos principais monumentos históricos de Viana, a Igreja Nossa Senhora da Conceição se situa no centro do município. É um monumento de arquitetura barroca, construído no período de 1815 a 1817 pelos colonos açorianos. A primeira missa foi celebrada em 24 de junho de 1816, e a inauguração solene da igreja foi em 1817. A igreja foi tombada, em março de 1983, pelo Conselho Estadual de Cultura, que reconheceu sua importância para o patrimônio histórico e artístico do Estado.
Localização: Rua Alvimar Silva (Colina da Igreja), Centro - Viana.
Igreja Nossa Senhora de Belém
Possui arquitetura típica das igrejas das fazendas do ciclo da cana-de-açúcar. Começou a ser construída em outubro de 1780, mas, devido a um incêndio, encontra-se em ruínas.
Fica a 4 km do trevo da BR 262/BR 101, no alto de um monte, próximo à entrada do bairro Jucu.
Localização: Jucu, Viana

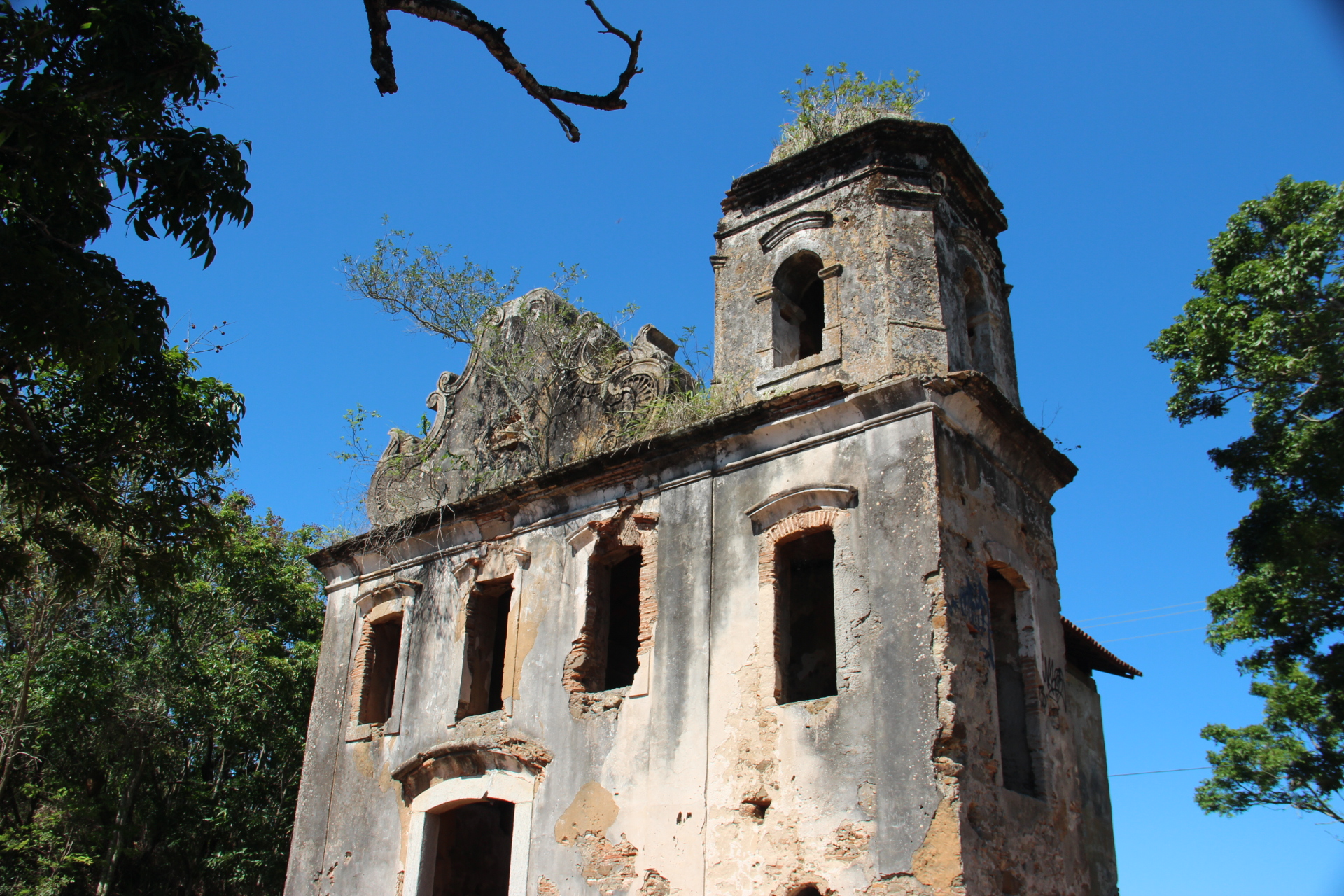
Ruínas da Igreja Nossa Senhora de Belém

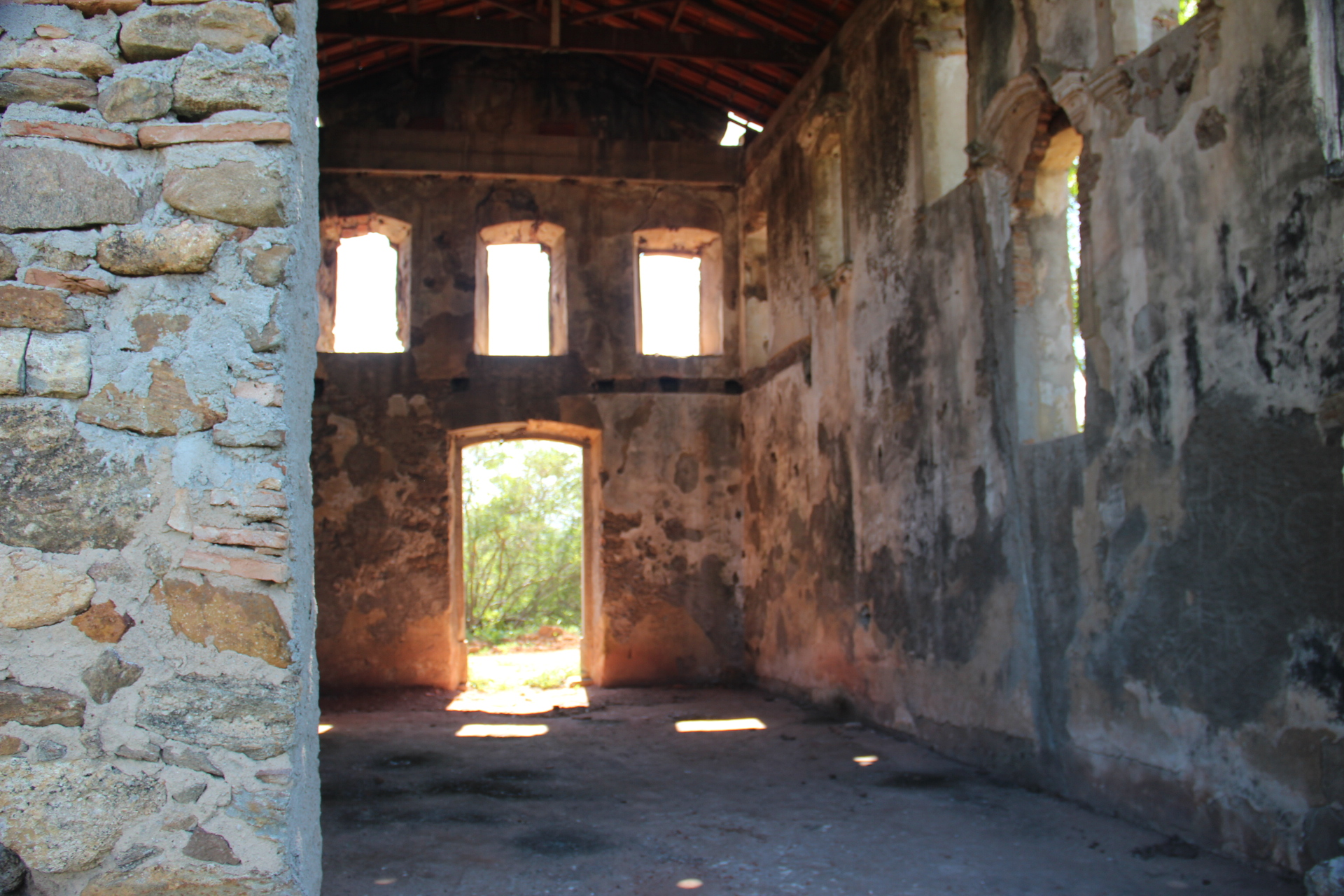
Interior das ruínas da Igreja Nossa Senhora de Belém

Acesso: na Rodovia BR-101, no sentido Viana x Rio de Janeiro, próximo à entrada do Bairro Jucu.
Rampa do Urubu
Com cerca de 260 metros de altura, a Rampa do Urubu é utilizada não apenas por praticantes de voo livre como também por apreciadores da natureza em geral, uma vez que o atrativo possibilita interação total com os elementos naturais associados a vista panorâmica da região.
Localização: Bairro Universal, Viana.
Acesso: pela BR 262, km 15, Bairro Universal sentido Ipanema.